# Equisetum
Equisetum este un gen de ferigi, care include în jur de 15 specii, numite comun coada-calului. Acest gen este singurul gen extant al clasei Equisetopsida. Alte genuri ale acestei clase sunt cunoscute din rămășițele fosile, din perioada Carboniferului, când reprezentau o mare parte a florei lumii.

## Specii
Genul Equisetum conține aproximativ 15 specii și mai mulți hibrizi, răspândite pe toate continentele, din zona ecuatorială până în cea temperată și rece, populând pădurile și pajiștile umede, mlaștinile, luncile.
În România se găsesc mai multe specii din genul Equisetum, după Al Beldie Flora României Determinator ilustrat 1977: 
- Equisetum telmateia Ehrh.
- Equisetum arvense L.
- Equisetum telmteia L.
- Equisetum sylvaticum L.
- Equisetum fluviatile L.
- Equisetum ramosissimum Desf.
- Equisetum pratense Ehrh.
- Equisetum hyemale L.
- Equisetum variegatum Schleich.